# Koungous
Le Koungous (en russe : Кунгус) est une rivière de Russie qui coule dans le sud du krai de Krasnoïarsk en Sibérie. C'est un affluent de l'Agoul en rive gauche, donc un sous-affluent de l'Ienisseï par l'Agoul, puis par le Kan.

## Géographie
Le Koungous prend sa source dans la partie méridionale du krai de Krasnoïarsk, au sein des monts Saïan orientaux dont il draine une partie du versant nord. Le bassin du Koungous est situé entre le haut bassin du Kan à l'ouest et le bassin de l'Agoul à l'est. 
Dans son cours supérieur, la rivière est un cours d'eau de montagne. Elle coule globalement en direction du nord, tout au long d'un parcours comportant de nombreux méandres. Dans son cours inférieur, elle se rapproche progressivement de l'Agoul dans lequel elle finit par se jeter en rive gauche, moins de 20 kilomètres avant le confluent de ce dernier avec le Kan. 
Le Koungous est pris par les glaces depuis le mois de novembre, jusqu'à la seconde quinzaine du mois d'avril.

## Hydrométrie - Les débits mensuels à Ilinka
Le débit du Koungous a été observé pendant 33 ans (sur la période 1958-1993) à Ilinka, petite localité située à 32 kilomètres de son confluent avec l'Agoul. 
Le débit interannuel moyen ou module observé à la station d'Ilinka durant cette période était de 37,1 m3/s pour une surface de drainage étudiée de 3 600 km2, soit près de 95 % de la totalité du bassin versant de la rivière qui compte 3 800 km2. La lame d'eau écoulée dans ce bassin versant atteint ainsi le chiffre de 325 millimètres par an, ce qui peut être considéré comme assez élevé. 
Rivière alimentée avant tout par la fonte des neiges de montagne et des glaciers au printemps, mais aussi par les pluies de l'été, le Koungous est un cours d'eau de régime nivo-glaciaire. 
Les hautes eaux se déroulent de la fin du printemps au début de l'automne, de la mi-avril à la mi-septembre, avec un sommet bien marqué en mai, ce qui correspond à la fonte des neiges. Le bassin bénéficie de précipitations en toutes saisons, particulièrement sur les sommets. Elles tombent sous forme de pluie en saison estivale. La fonte des neiges puis les pluies expliquent que le débit de juin à septembre-octobre soit bien soutenu. Durant cette période, le débit suit une courbe progressivement descendante, ce qui mène à la période des basses eaux. Celle-ci a lieu de novembre à mars inclus et correspond à l'hiver et aux puissantes gelées qui s'étendent sur toute la Sibérie.
Le débit moyen mensuel observé en février (minimum d'étiage) est de 3,37 m3/s, soit moins de 3 % du débit moyen du mois de mai (115 m3/s), ce qui souligne l'amplitude importante des variations saisonnières. Ces écarts de débit mensuel peuvent encore être plus marqués d'après les années. Ainsi sur la durée d'observation de 33 ans, le débit mensuel minimal relevé a été de 0,73 m3/s en mars 1964, tandis que le débit mensuel maximal s'élevait à 267 m3/s en mai 1966 et en mai 1987.
En ce qui concerne la période estivale, libre de glaces (de mai à octobre inclus), le débit minimal observé a été de 11,0 m3/s en octobre 1976, ce qui restait fort appréciable.  